# Inferi

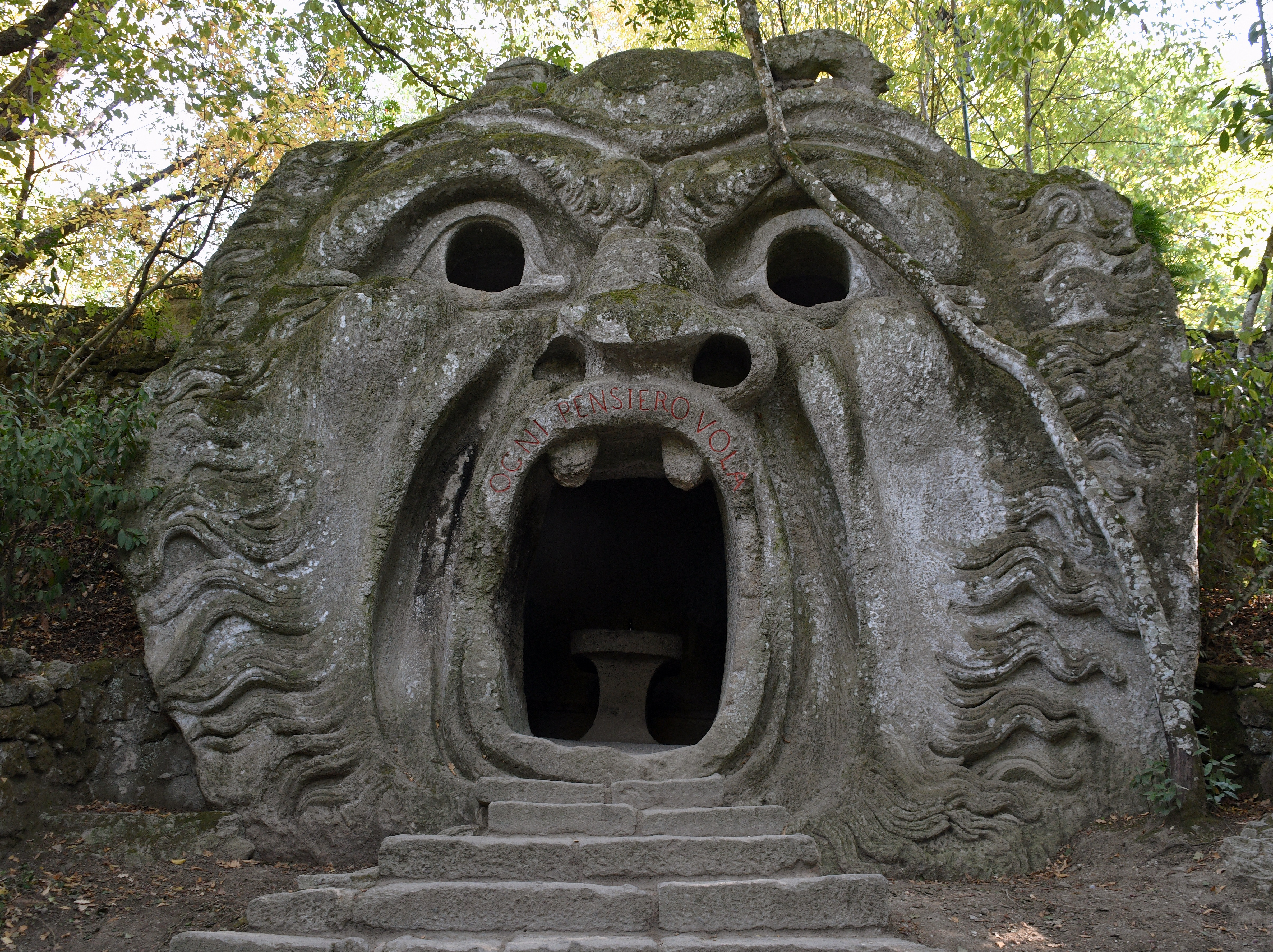
La boca de l'Orc, als jardins de Bomarzo, representació de l'entrada al món subterrani on habitaven els di inferi.

Inferi fou el nom emprat pels romans per referir-se als déus de l'inframon enfront dels déus celestials (Superi). Aquesta divisió també es va donar en la religió de l'antiga Grecia, per distingir-los dels déus de l'Olimp a l'època clàssica. Aquest concepte es designava en grec amb les expressions: οἱ κάτω, οἱ χθὸνιοι, οἱ ὑπὸ γαῖαν, οἱ ἔνερθε, o οἱ ὑπένερθε Δεοὶ i els déus celestials οἱ ἄνω, ὕπατοι i οὐράνιοι. La paraula inferi era emprada també per designar els morts en contraposició als vius de la terra i també com un epítet per definir els manes.
Inferi eren, a més, tots els habitants de l'inframon o mon inferior.

## Els manes
La paraula inferi es feia servir de vegades acompanyant la paraula Manes, el col·lectiu dels esperits dels ancestres als quals se'ls retia culte, ja que tenien poder sobre els vius. L'origen més probable de la paraula manes es creu que deu ser de la paraula manus o de la seva forma declinada manis, l'antònim de la qual era immanis. Manus volia dir «amable», però també es pot traduir per «déu», ja que s'emprava de forma eufemística en substitució del nom d'un déu inferi perquè la pronúncia del nom autèntic podia causar algun mal.

## Els sacrificis

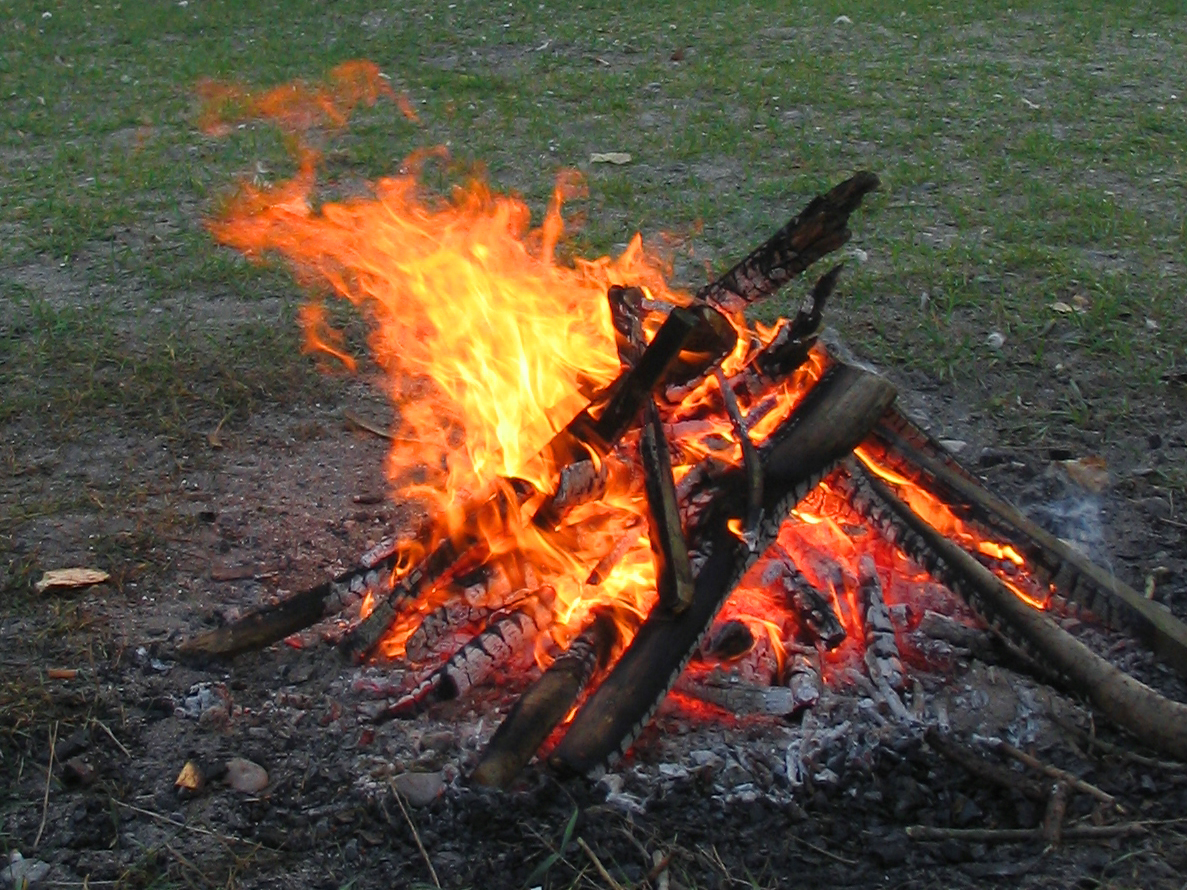
Per propiciar els di inferi es feien sacrificis en focs fets al terra o excavats en un clot, om era el cas de Dis Pater i Prosèrpina al Camp de Mart.

Una forma de distingir el caràcter dels déus era la forma com es feien els sacrificis. Marc Terenci Varró (segle I aC) va anotar les següents diferències: els di superi (literalment "els déus de dalt") eren aquells als qui se'ls feien ofrenes en altaria («altars»); els di terrestres eren els qui rebien ofrenes fetes en are arae; i els di inferi, eren els déus als quals se'ls feia ofrenes a través de foci, («focs») encesos directament sobre el terra o bé dins d'un clot excavat expressament. En general, els animals sacrificats als déus celestes acabaven formant part d'un àpat compartit per la comunitat amb porcions de la víctima repartides en recipients per a la divinitat homenatjada i recipients per als humans. Els déus inferi, en canvi, rebien ofrenes cremades anomenades holocausts, en aquestes ofrenes la víctima sacrificada es deixava cremar fins a convertir-la en cendres, ja que els vius tenien prohibit compartir un àpat amb els morts. Aquesta prohibició es constata també en els ritus dels funerals, en els quals el passatge al regne dels morts anava acompanyat d'un holocaust adreçat als manes davant de la sepultura del difunt, mentre els familiars feien un àpat junts esmentant l'absència del mort, seguint un ritual. A partir d'aquell dia, la persona que havia mort era considerada part dels manes familiars (lars) i eren venerats com a tals.
En la cultura romana, era habitual que en els sacrificis públics les víctimes fossin animals domèstics, que formaven part de la dieta habitual dels ciutadans; per altra banda, els animals que ells no consideraven comestibles (per exemple cavalls, cadells de gos) eren els que es feien servir en els sacrificis als déus de caràcter ctònic. El secretisme d'alguns rituals atorgava un caràcter màgic als holocausts que es feien als déus del món subterrani, en els quals els cadells eren les víctimes preferides, en especial en honor d'Hècate. De vegades els di inferi eren invocats lligant l'animal a una creu (defixiones) mentre pronunciaven paraules rituals enviant malediccions sobre els enemics personals. També es deien inferi als recipients on es feien sacrificis humans als afores de Roma, cosa que passava rarament. Hi havia un ritual anomenat devotio, que consistia en una pregària feta per un general de l'exèrcit abans d'entrar en batalla oferint als déus del món subterrani la pròpia vida i la dels enemics, concretament invocant als Di Manes.

## Llocs de culte
El lloc més adient per fer un sacrifici als di inferiera la part exterior del pomerium, la muralla sagrada que envoltava la ciutat de Roma i lloc on es feien enterraments. Quan es feien curses de cavalls els participants calia que busquessin propiciar el favor dels déus de l'inframon; en aquest sentit es poden trobar activitats dins algunes festes del calendari religiós romà: la Consuàlia, la festa del cavall d'octubre, els Ludi taurii, que tenien lloc en espais dins del Camp de Mart com ara: el Tarentum o el Trigarium. Els Ludi Taurii van ser ideats expressament per buscar el favor dels di inferi.
La part del Camp de Mart on es feien els entrenaments per a curses amb tres cavalls (d'on ve el nom de Trigarium), estava consagrat als déus del món subterrani. Segons Isidor de Sevilla, els tres cavalls representaven les tres etapes de la vida dels éssers humans: la infantesa, la joventut i l'edat adulta.
Prosèrpina i Dis Pater tenien un altar amagat sota terra que només el desenterraven cada cent anys per la celebració dels jocs Seculars.

## Arbores Infelices

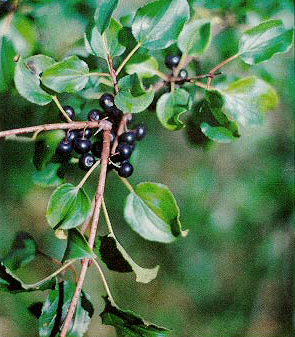
Alguns arbres i arbusts de fruits negres eren relacionats amb els di inferi

En la cultura etrusca existia la tradició de considerar divins alguns arbres. Els di inferi eren els déus tutelars d'alguns d'aquests arbres i també d'arbusts: la fràngula, el corneller, la falguera, la figuera negra, el grèvol, el galzeran, les móres. La major part d'aquestes plantes o arbres hom els podia reconèixer perquè feien fruits de color negre o pel seu gust amarguenc. La fusta d'aquests arbres, anomenats arbores infelices («àrbres de mala fortuna»), tenien poders màgics i eren emprats per cremar objectes considerats com a portadors de mal astruc.

## En època cristiana
Als inicis del cristianisme el poeta Prudenci criticava en els seus escrits els espectacles amb gladiadors, ja que segons ell estaven dedicats als di inferi i per ser aquests de natura repulsiva que els humans havien d'abandonar venerar-los. Per Prudenci la resta de déus de la religió romana eren falsos déus, probablement simples éssers humans que les llegendes havien mitificat, com ja havia explicat el filòsof Evèmer. Venerar els di inferi era molt pitjor, comparable a lloar el dimoni, ja que els cristians van interpretar que l'inframon era l'infern, el territori de Satan, al qual també deien Llucifer.

## Llista delsdi inferi

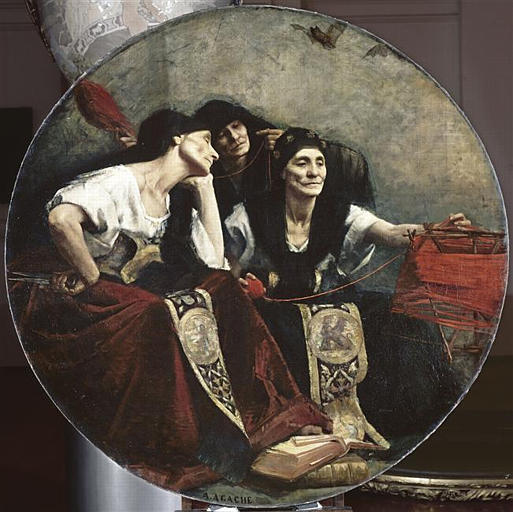
Les Parques, pintura d'Alfred Agache; una d'elles, la Maurtia decidia quan arribava el moment de la mort d'una persona.

- Dis Pater, presidia la vida després de la mort, la seva parella era Prosèrpina. De vegades identificat amb el nom de Plutó
- Hècate o Trivia, d'origen traci i relacionada amb les cruïlles de camins.[22]
- Larves, esperits malignes.[23]
- Lèmurs, esperits de la mort.[24]
- Libitina, d'origen etrusc i relacionada amb els funerals.[25]
- manes, les ànimes dels éssers estimats que havien mort.[1]
- Mana Genita, relacionada amb la mortalitat infantil.[26][27]
- Mater Larum, esmentada als carmen arvales i relacionada amb Larunda o Dea Tacita.[28]
- Mors, personificació de la mort.[29]
- Nenia Dea, deessa de les lamentacions als funerals.[30]
- Orc, rei de l'inframon, identificat amb el concepte grec d'Hades.[31]
- Parca Maurtia o Morta, una de les tres deesses que teixien la vida i determinaven el moment de la mort de cada persona.[32]
- Prosèrpina, germana de Ceres i reina de l'inframon, esposa de Dis Pater. Coincideix amb la grega Perséfone. En els territoris conquerits pels romans es va identificar amb la deessa celta Herecura.
- Summà, déu del cel nocturn.
- Vejovis, potser una forma arcaica de Summà.[33]

La deessa Ceres, tot i no ser una deessa de l'inframon, era la protectora del mundus, la tapa del forat que comunicava amb el món dels déus del món subterrani. Aquest "pou de Ceres" s'obria tres vegades a l'any per deixar passar els esperits.